# Precious (álbum de Cubic U)
Precious es el primer álbum del estudio de Utada. Este álbum lo sacó bajo el sobrenombre Cubic U (U3). Totalmente en inglés, no causó gran furor en el público estadounidense, pero en Japón vendió más de 700,000 copias y quedó en el puesto número 4. También incluye el tema Close to you, un éxito de The Carpenters. Tiene diferentes versiones: la japonesa, que incluye 13 canciones, y la americana, que incluye 12 canciones.

## Lista de canciones
Versión americana
1. "My Little Lover Boy" – 4:28
2. "Lullaby" – 4:38
3. "How Ya Doin'" – 3:05
4. "I Don't Love You" – 4:51
5. "Here and There and Back Again" - 4:47
6. "Promise" – 5:24
7. "Ticket 4 Two" – 5:23
8. "Take a Little While" – 3:52
9. "100 Reasons Why" – 4:31
10. "Work Things Out" – 4:31
11. "Close to You"  – 4:39
12. "Precious Love" – 5:20
13. "How Ya Doin'" [rap version] (bonus track) – 3:46

Versión japonesa
1. "My Little Lover Boy" – 4:28
2. "Lullaby" – 4:38
3. "How Ya Doin'" – 3:05
4. "I Don't Love You" – 4:51
5. "Promise" – 5:24
6. "Ticket 4 Two" – 5:23
7. "Take a Little While" – 3:52
8. "100 Reasons Why" – 4:31
9. "Work Things Out" – 4:31
10. "Close to You"  – 4:39
11. "Precious Love" – 5:20
12. "How Ya Doin'" [rap version] (bonus track) – 3:46

### Singles
- Close to you (cover de The Carpenters)
- How ya Doin'

- Datos: Q965680